# 韦尔济克
韦尔济克（法語：Velzic，法語發音：[vɛlzik]）是法国康塔尔省的一个市镇，属于欧里亚克区。

## 地理
韦尔济克（45°0'3"N, 2°33'10"E）面积11.26 平方千米，位于法国奥弗涅-罗讷-阿尔卑斯大区康塔爾省，该省份为法国中南部省份，位于法國中央高原中心，北起科雷兹省、上盧瓦爾省和多姆山省，西接洛特省和科雷兹省，南至阿韦龙省和洛特省，东临上盧瓦爾省和洛泽尔省。
与韦尔济克接壤的市镇（或旧市镇、城区）包括：拉罗克维埃耶、拉塞勒、马尔马尼亚克、波尔米尼亚克、圣西蒙、塞尔河畔维克。

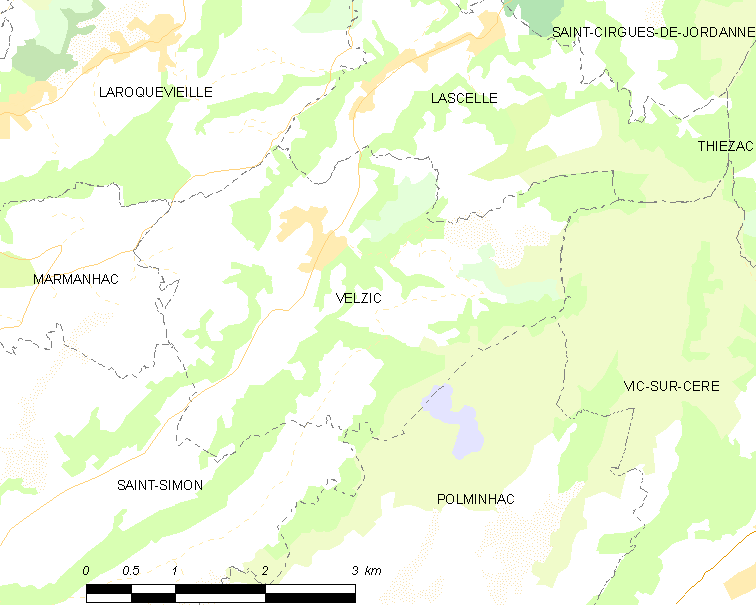
韦尔济克的OSM定位图

韦尔济克的时区为UTC+01:00、UTC+02:00（夏令时）。

## 行政
韦尔济克的邮政编码为15590，INSEE市镇编码为15252。

## 政治
韦尔济克所属的省级选区为塞尔河畔维克县。

## 人口

1962-2008年间韦尔济克人口变化图示

韦尔济克于2022年1月1日时的人口数量为402人。